# Ngawi (ort)
Ngawi är en ort i Indonesien.   Den ligger i provinsen Jawa Barat, i den västra delen av landet, 500 km öster om huvudstaden Jakarta. Ngawi ligger 57 meter över havet och antalet invånare är 22 412.
Terrängen runt Ngawi är platt. Runt Ngawi är det tätbefolkat, med 947 invånare per kvadratkilometer. Det finns inga andra samhällen i närheten. Omgivningarna runt Ngawi är en mosaik av jordbruksmark och naturlig växtlighet.